# Kotoe Inoue
Kotoe Inoue (jap. 井上琴絵 Inoue Kotoe; ur. 15 lutego 1990 w Kioto) – japońska siatkarka, reprezentantka kraju, grająca na pozycji libero. 

## Sukcesy klubowe
Mistrzostwo japońska:
- 2011, 2023[2]
- 2010, 2018

Klubowe Mistrzostwa Azji:
- 2010

Turniej Kurowashiki:
- 2011, 2012, 2015, 2016, 2018

Liga rumuńska:
- 2019

## Sukcesy reprezentacyjne
Mistrzostwa Azji Kadetek:
- 2007

Mistrzostwa Azji Juniorek:
- 2008

Mistrzostwa Azji:
- 2017

## Nagrody indywidualne
- 2007: Najlepsza broniąca Mistrzostw Azji Kadetek
- 2008: Najlepsza libero Mistrzostw Azji Juniorek
- 2010: Najlepsza libero Klubowych Mistrzostw Azji
- 2017: Najlepsza libero Pucharu Wielkich Mistrzyń